# Stubbe (bakverk)

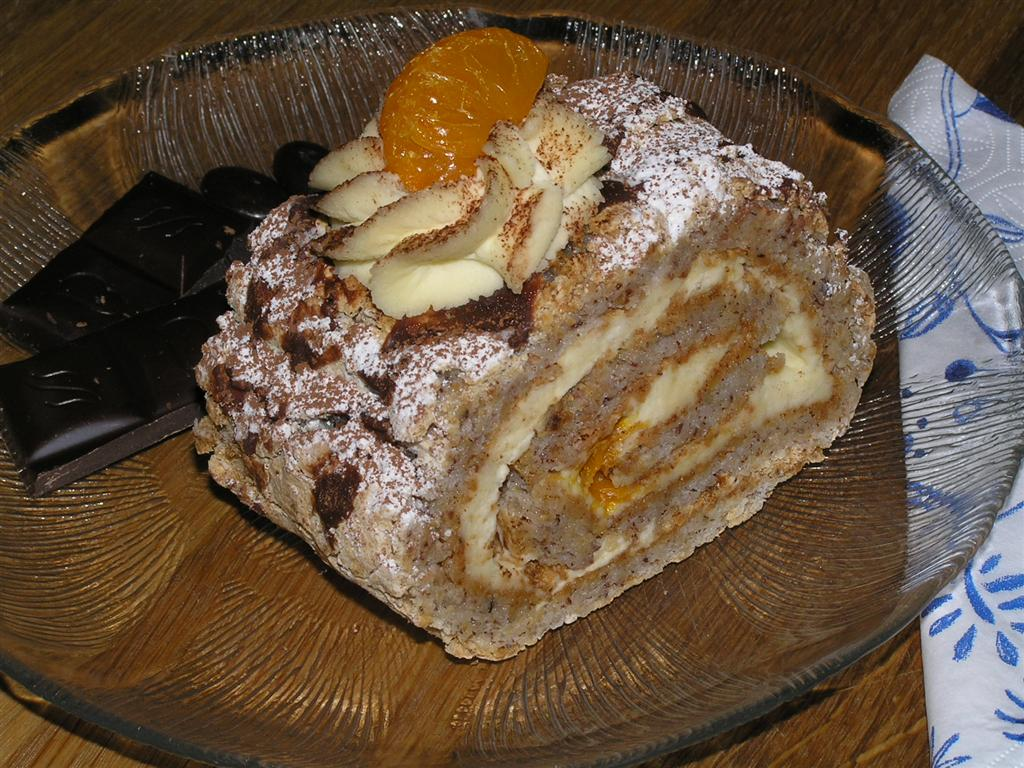
Budapeststubbe.

Stubbe är ett bakverk som är mindre än en tårta men större än en bakelse. Dess utformning påminner ofta om en trädstubbe, därav namnet. Utseendemässigt liknar den en rulltårta och den skärs upp i bitar när den serveras. En stubbe kan även tillverkas av rulltårta.